# 1910 en science
| Années de la science : 1907 - 1908 - 1909 - 1910 - 1911 - 1912 - 1913    |
| Décennies de la science : 1880 - 1890 - 1900 - 1910 - 1920 - 1930 - 1940 |

Cet article présente les faits marquants de l'année 1910 en science.

## Événements
- 7 mars : le chimiste français Georges Claude dépose un brevet d'éclairage au néon[1].
- 28 mars : l'ingénieur français Henri Fabre effectue le premier vol en hydravion à Martigues[2].
- 30-31 mars : IIe Congrès international de psychanalyse à Nuremberg et fondation de l'Association psychanalytique internationale présidée par Carl Gustav Jung[3].
- 18 mai : passage de la comète de Halley[4].

- 10 juillet : départ de Copenhague de l’ethnographe danois Knud Rasmussen et Peter Freuchen ; ils créent un comptoir commercial au cap York au Groenland qu'ils baptisent plus tard Thulé[5]. De 1912 à 1933 il lancent les sept « expéditions de Thulé ». Ils utilisent des traîneaux et des chiens, puis des véhicules motorisés sur chenilles[6].

- 5 septembre :  Marie Curie et André Debierne présentent à l'Académie des sciences leurs travaux sur l'isolation du radium sous forme métallique[7].
- Octobre : publication dans le Royal Photographic Society Journal des premières photographies du physicien américain Robert Williams Wood prises sous rayonnement infrarouge exclusif[8].

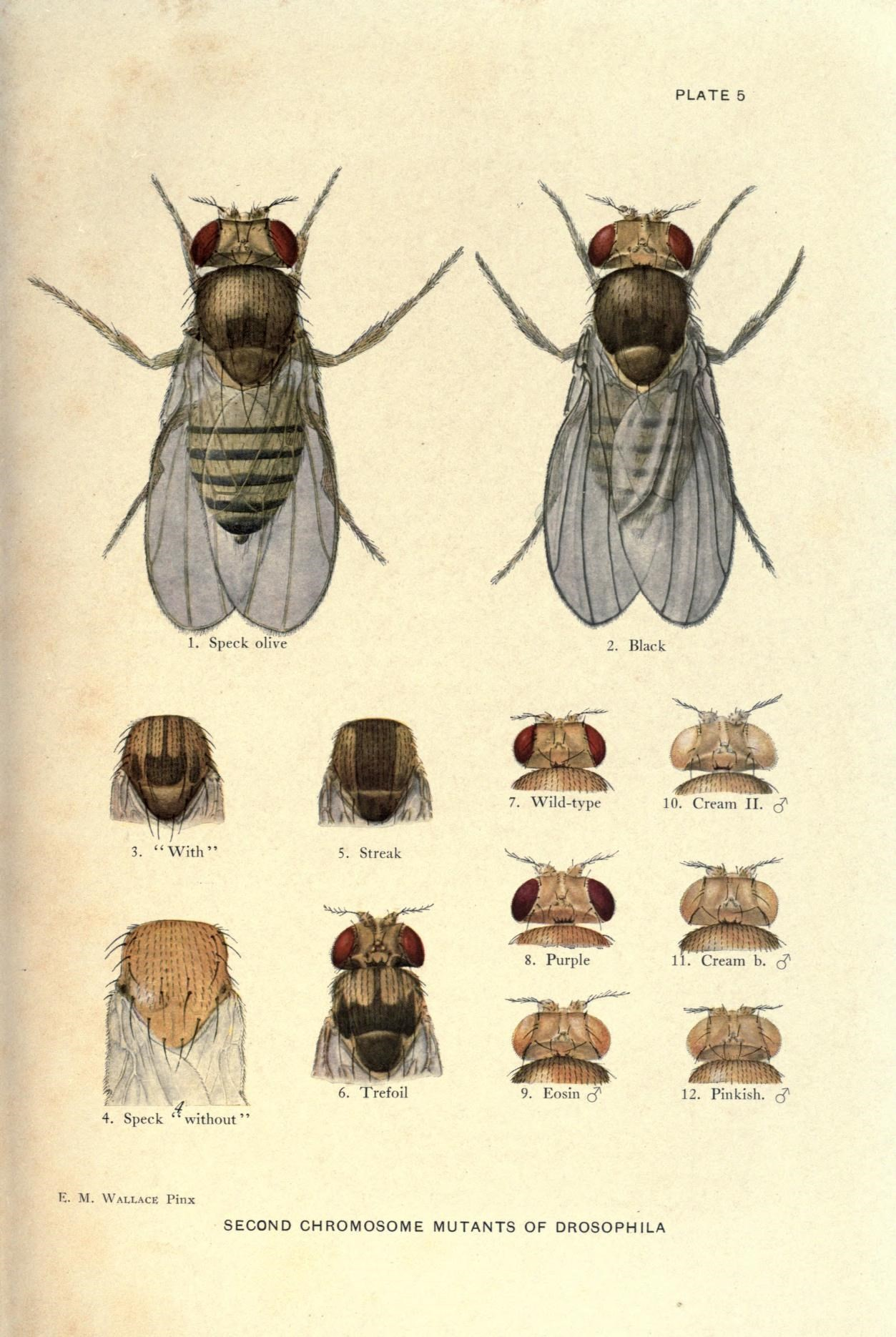
Planche issue de Contributions to the genetics of Drosophila melanogaster, 1919.

- Le biologiste américain Thomas Morgan étudie la génétique sur la mouche drosophile. Il apporte la preuve expérimentale que les gènes sont situés sur les chromosomes[9].
- La dopamine est synthétisée pour la première fois par les chimistes britanniques George Barger et James Ewens (au Wellcome Laboratories, à Londres)[10],[11].

## Publications
- Henri Poincaré : Savants et écrivains (Flammarion - 1910)

## Prix
- Prix Nobel

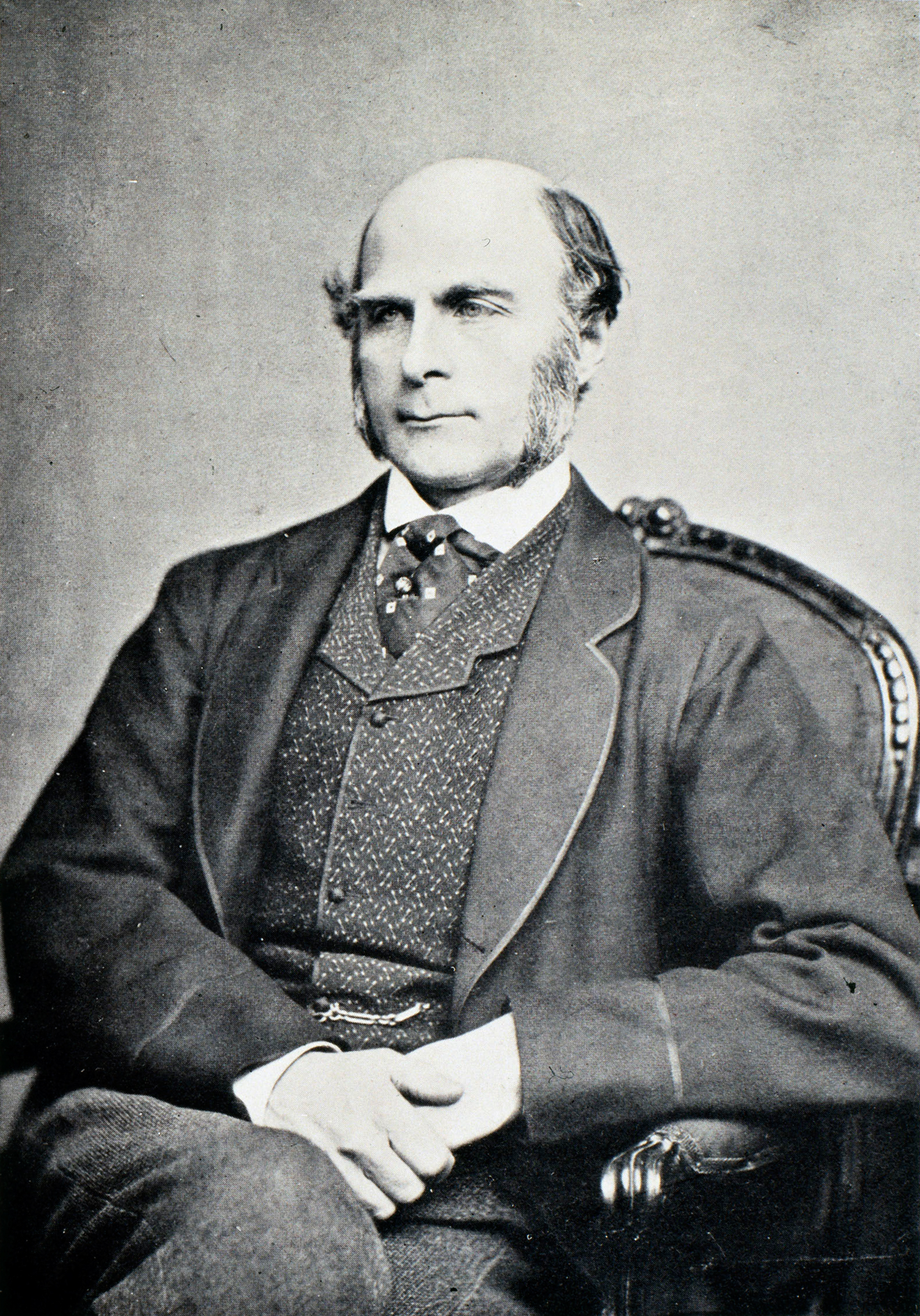
Francis Galton

  - Physique :  Johannes Diderik van der Waals (néerlandais).
  - Chimie : Otto Wallach (allemand) (chimie organique)
  - Physiologie ou médecine : Albrecht Kossel (Allemand) (chimie cellulaire).

- Médailles de la Royal Society
  - Médaille Copley : Francis Galton
  - Médaille Darwin : Roland Trimen
  - Médaille Davy : Theodore William Richards
  - Médaille Hughes : John Ambrose Fleming
  - Médaille royale : John Joly, Frederick Orpen Bower
  - Médaille Rumford : Heinrich Rubens
  - Médaille Sylvester : Henry Frederick Baker

- Médailles de la Geological Society of London
  - Médaille Lyell : Arthur Vaughan (d)
  - Médaille Murchison : Arthur Philemon Coleman
  - Médaille Wollaston : William Berryman Scott

- Prix Jules-Janssen (astronomie) : Philip Herbert Cowell et Andrew Crommelin
- Médaille linnéenne : Georg Sars

## Naissances

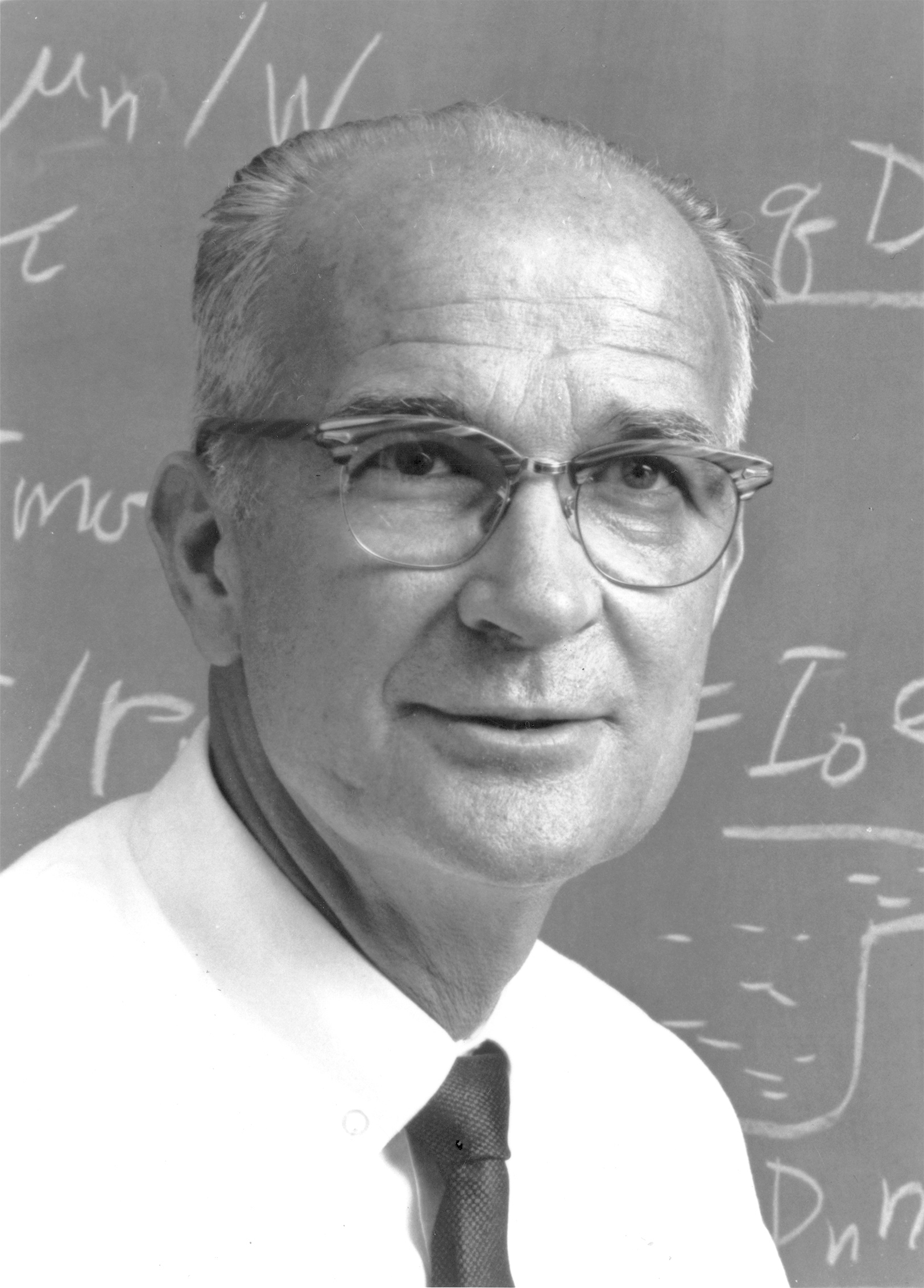
William Shockley

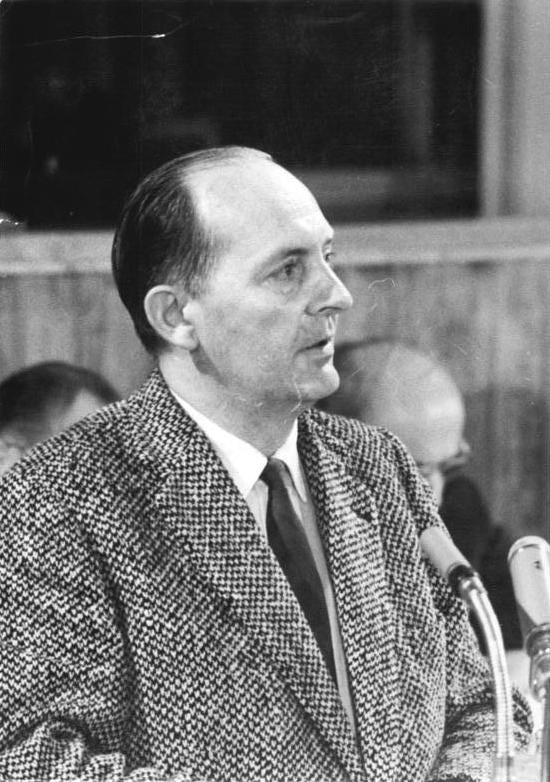
Robert Havemann

- 2 janvier : Kingsley Charles Dunham (mort en 2001), géologue et minéralogiste britannique.
- 13 janvier : Paul-Antoine Giguère (mort en 1987), professeur et chimiste canadien.
- 21 janvier : Pierre du Bourguet (mort en 1988), jésuite, archéologue, égyptologue et historien de l'art français.
- 27 janvier : Robert S. Hartman (mort en 1973), philosophe et logicien américain.

- 9 février : Jacques Monod (d. 1976), biologiste français, prix Nobel de physiologie ou médecine en 1965.
- 13 février :
  - Ignacio Bernal (mort en 1992), anthropologue et archéologue mexicain.
  - William Shockley (d. 1989), physicien américain, prix Nobel de physique en 1956.

- 1er mars : Archer John Porter Martin (mort en 2002), chimiste britannique.
- 8 mars : Bernard Benjamin (mort en 2002), statisticien, actuaire et démographe britannique.
- 11 mars : Robert Havemann (mort en 1982), chimiste allemand.
- 27 mars : Bertrand Flornoy (mort en 1980), explorateur, ethnologue et archéologue français.

- 6 avril : Barys Kit (mort en 2018), mathématicien, physicien et chimiste biélorusse.

- 1er mai : J. Allen Hynek (mort en 1986), astronome et ufologue américain.
- 5 mai : Otto Wilhelm von Vacano (mort en 1997), archéologue allemand.
- 12 mai : Dorothy Crowfoot Hodgkin (morte en 1994), chimiste britannique, Prix Nobel de chimie en 1964.

- 6 juin : Emeline Hill Richardson (mort en 1999), archéologue américaine.
- 7 juin : Charles Critchfield (mort en 1994), physicien et mathématicien américain.
- 11 juin : Jacques-Yves Cousteau (mort en 1997), océanographe français.
- 15 juin : Henry Nathaniel Andrews (mort en 2002), paléobotaniste américain.
- 16 juin : Kate Bosse-Griffiths (mort en 1998), égyptologue britannique.
- 18 juin : Maurice Bartlett (mort en 2002), statisticien britannique.
- 19 juin : Paul J. Flory (mort en 1985), chimiste américain, prix Nobel de chimie en 1974.
- 22 juin : Konrad Zuse (mort en 1995), ingénieur allemand.
- 26 juin : Roy Plunkett (mort en 1994), chimiste américain, découvreur du téflon.
- 9 juillet : Émile Chami (mort en 1992), archéologue français.
- 27 juillet : Leslie Kish (mort en 2000), statisticien américain.
- 22 août : Kenneth McIntyre (mort en 2004), avocat, historien et mathématicien australien.

- 1er septembre : Pierre Bézier (mort en 1999), ingénieur en mécanique et en électricité français.

- 1er octobre : José Enrique Moyal (mort en 1998), mathématicien et physicien australien.
- 7 octobre : Lucien Malavard (mort en 1990), mathématicien et physicien français.
- 18 octobre : Luc Lacourcière (mort en 1989), écrivain et ethnographe québécois.
- 19 octobre : Subrahmanyan Chandrasekhar (mort en 1995), astrophysicien et mathématicien américain d'origine indienne, prix Nobel de physique en 1983.
- 21 octobre : Jean Ferron (mort en 2003), ecclésiastique et archéologue français.
- 28 octobre : Augusto Gansser, géologue suisse.
- 29 octobre : Alfred Jules Ayer (mort en 1989), philosophe, logicien et éthicien britannique.

- 7 novembre : Edmund Leach (mort en 1989), anthropologue britannique.
- 11 novembre : Carl Alvar Wirtanen (mort en 1990), astronome américain.
- Novembre : Édouard Brochu (mort en 2007), agronome et microbiologiste québécois.

- 2 décembre : Anatoli Dorodnitsyne (mort en 1994), physicien, géophysicien et mathématicienrusse.
- 9 décembre : Henry Lee Giclas (mort en 2007), astronome américain.
- 13 décembre : Charles Coulson (mort en 1974), chercheur en chimie britannique.
- 19 décembre : Maurice Daumas (mort en 1984), chimiste et historien français.
- 24 décembre : William Hayward Pickering (d. 2004), physicien néo-zélandais.

## Décès

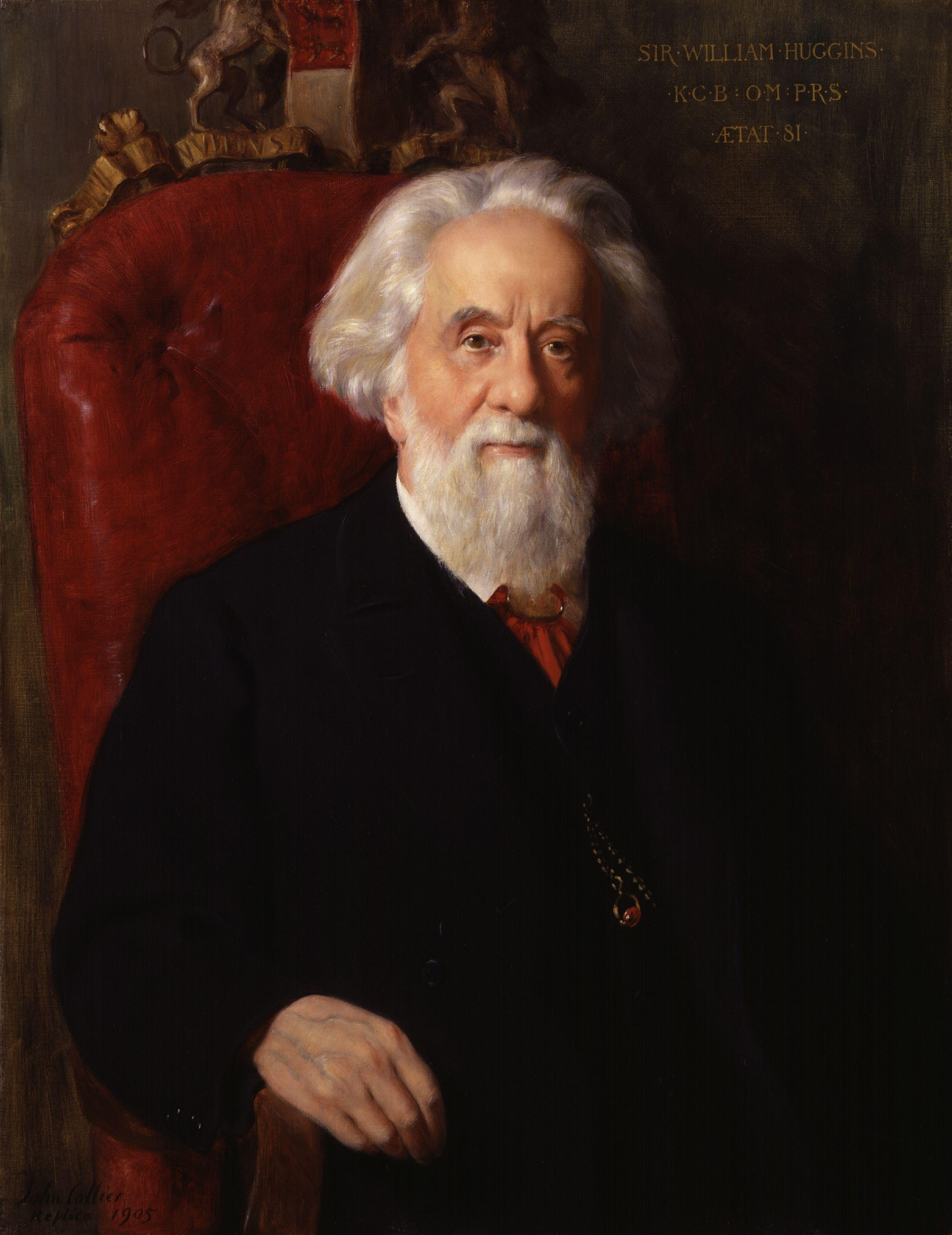
William Huggins

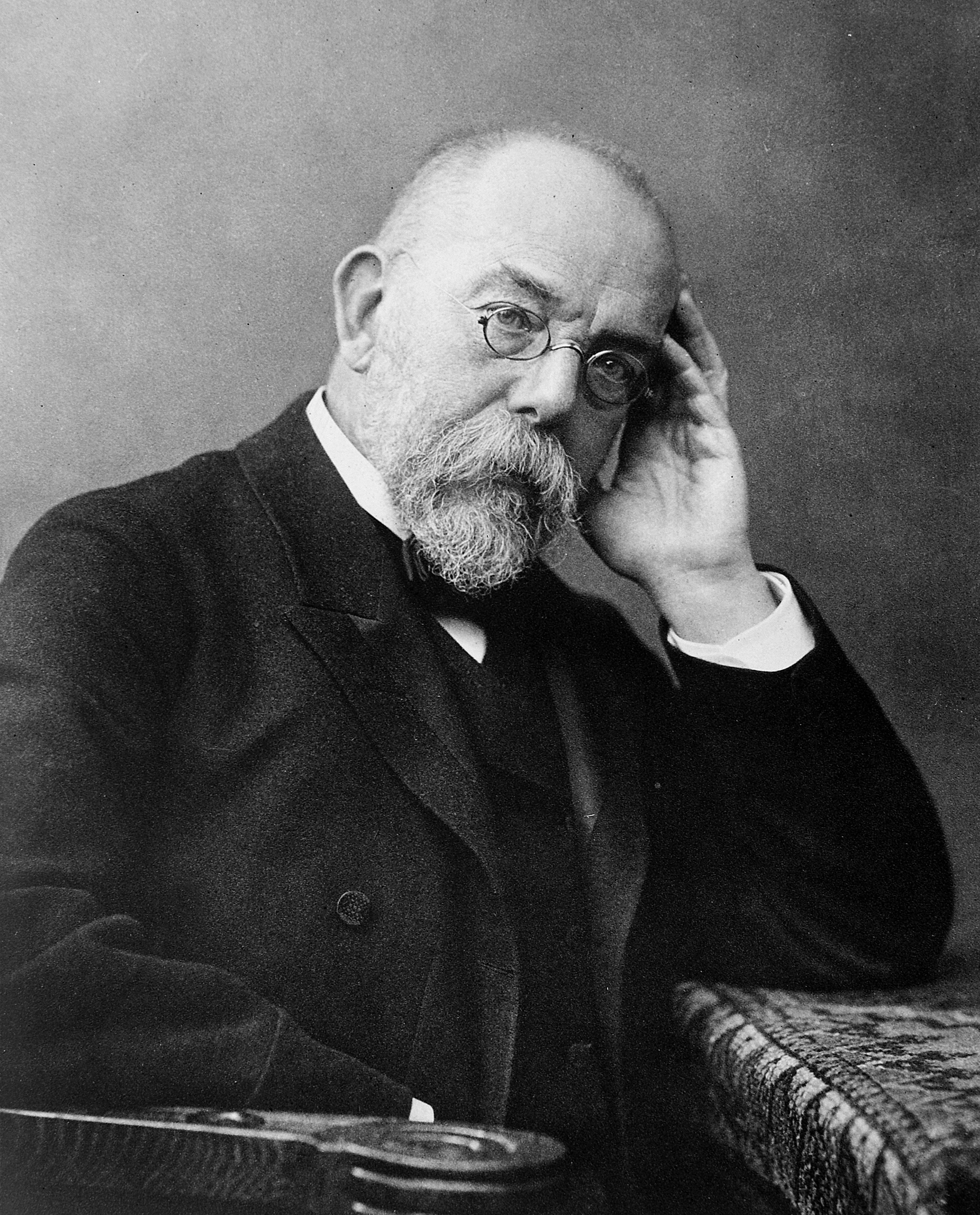
Robert Koch

- 13 janvier : Franz Stolze (né en 1836), philosophe, historien, géographe, mathématicien, physicien et ingénieur allemand.
- 17 janvier : Friedrich Kohlrausch (né en 1840), physicien allemand.
- 19 janvier : August Meitzen (né en 1822), statisticien et économiste allemand.
- 29 janvier : Charles Todd (né en 1826), astronome et télégraphiste anglais.

- 7 février : Émile Cheysson (né en 1836), statisticien, ingénieur et réformateur social français.
- 24 février : Louis Fargue (né en 1827), ingénieur hydrologue français.

- 3 mars : Hendrich Jordan (né en 1841), enseignant, linguiste et ethnologue allemand.
- 22 mars : Julien Fraipont (né en 1857), zoologue, paléontologue et anthropologue belge.
- 26 mars : Auguste Charlois (né en 1864), astronome français.
- 27 mars : Alexander Emanuel Agassiz (né en 1835), zoologiste américain.

- 3 avril : Richard Abegg (né en 1869), chimiste allemand.
- 28 avril : Édouard van Beneden (né en 1846), zoologiste belge.

- 10 mai : Stanislao Cannizzaro (né en 1826), chimiste italien.
- 12 mai : William Huggins (né en 1824), astronome britannique.
- 27 mai : Robert Koch (né en 1843), médecin allemand.

- 4 juillet : Giovanni Schiaparelli (né en 1835), astronome italien.
- 6 juillet : Joseph-Clovis-Kemner Laflamme (né en 1849), prêtre catholique et géologue canadien.
- 10 juillet : Johann Gottfried Galle (né en 1812), astronome allemand.
- 12 août : Adolf Michaelis (né en 1835), archéologue et universitaire allemand.
- 13 août : Florence Nightingale (né en 1820), infirmière et statisticienne britannique.
- 15 août : Constantin Fahlberg (né en 1850), chimiste russe.
- 26 août : William James (né en 1842), psychologue et philosophe américain.
- 28 août : Paolo Mantegazza (né en 1831), médecin, anthropologue, hygiéniste, écrivain, vulgarisateur et homme politique italien.

- 10 septembre : Zdenko Skraup (né en 1850), chimiste tchèque-autrichien.
- 11 septembre : Heinrich Caro (né en 1834), chimiste allemand.
- 16 septembre : Hormuzd Rassam (né en 1826), voyageur et assyriologue irakien.
- 26 septembre : Thorvald Nicolai Thiele (né en 1838), astronome, actuaire et mathématicien danois.
- 30 septembre : Maurice Lévy (né en 1838), ingénieur et mathématicien français.

- 2 novembre :
  - Robert von Sterneck (né en 1839), officier et astronome autrichien.
  - William Henry Brewer (né en 1828), chimiste, géologue et botaniste américain.
- 19 novembre : Rudolph Fittig (né en 1835), chimiste allemand.
- 29 novembre : George Ernest Shelley (né en 1840), militaire, géologue et ornithologue britannique.

- 6 décembre : Charles Otis Whitman (né en 1842), zoologiste américain.
- 23 décembre : Eduard Hagenbach-Bischoff (né en 1833), physicien et mathématicien suisse.